# Francisco Laiglesia
Francisco de Laiglesia y Auset (Madrid, 13 de abril de 1849-Madrid, 17 de octubre de 1922) fue un político e historiador español, diputado en las Cortes de la Restauración.

## Biografía
Naco el 13 de abril de 1849 en Madrid.
Militante del Partido Conservador, debutó como diputado a Cortes en 1877, sustituyendo el acta de José Ramón Fernández Martínez, por el distrito de San Juan Bautista, en Puerto Rico. Elegido diputado por el distrito de Játiva en las elecciones de 1879, en las de 1884 resultó elegido por Gandía. Lo volvería a ser por el de Játiva en las elecciones de 1886, 1891, 1898, 1899, 1901, 1903, 1907, y 1914, Llegó a desempeñar el cargo de vicepresidente del Congreso de los Diputados en varias ocasiones.
Fue gobernador del Banco Hipotecario desde 1903 hasta su muerte. En su faceta destacó su interés por el emperador Carlos V, ingresando en la Real Academia de la Historia en 1909 con la lectura el discurso Política imperial de Carlos V.
Falleció a las 5 de la mañana del 17 de octubre de 1922.

## Obras
- —— (1906) Cómo se defendían los españoles en el siglo XVI[17]
- —— (1908) Catálogo de la colección de porcelanas del Buen Retiro (con una carta-prólogo de don Manuel Pérez Villamil).[14]
- —— (1909) Política imperial de Carlos V (discurso de ingreso en la Real Academia de la Historia).
- —— (1918-1919) Estudios históricos (1515-1555) (en tres volúmenes).[16]